# Anton Kokorin
Anton Sergeevič Kokorin (in russo Антон Сергеевич Кокорин?; Tashkent, 5 aprile 1987) è un velocista russo, specializzato nei 400 metri piani.

## Palmarès
| Anno | Manifestazione  | Sede     | Evento  | Risultato | Prestazione | Note |
| ---- | --------------- | -------- | ------- | --------- | ----------- | ---- |
| 2008 | Mondiali indoor | Valencia | 4×400 m | 6º        | 3'15"38     |      |
| 2008 | Giochi olimpici | Pechino  | 4×400 m | dq        | dq          |      |